# Too Weird to Live, Too Rare to Die!
Too Weird to Live, Too Rare to Die! es el cuarto álbum de la banda Panic! at the Disco, lanzado el 8 de octubre de 2013 en Decaydance y Fueled by Ramen, producido por Butch Walker. Este fue el primer y único disco de la banda en incluir al bajista Dallon Weekes como miembro oficial. Además de ser el último en contar con la participación del baterista Spencer Smith, quien habría sido miembro de la agrupación desde sus comienzos, dejando así a Urie como el único miembro original de la banda estadounidense. Cabe destacar que la mayoría de las canciones fueron compuestas por Dallon Weekes.

## Composición

### Letras
Las letras del álbum son muy personales, y la primera canción «This Is Gospel» habla del problema que tiene Spencer en relación con las drogas, Brendon se sentó en su laptop por meses antes de enseñarle la canción a sus compañeros de la banda. El primer sencillo del álbum. «Miss Jackson» fue escrito durante las primeras experiencias sexuales de Urie durante su juventud «Cuando yo era joven, yo dormía con una mujer en una noche y con otra la siguiente y no me importaba como las hacia sentir, o como me hacían sentir, y cuando esto paso, me di cuenta "Así que así se siente, realmente me siento mal"». «Girl That You Love» fue escrita en Francia durante unas vacaciones de cinco días, Weekes, quien también ayudó a escribir el álbum, escucho la canción a través de un demo francés de Urie. «Girls/Girls/Boys» fue descrito por Weekes como un triángulo complicado por las orientaciones sexuales. «Casual Affair» inicia con la frase «Looks innocent enough, doesn't it? But sometimes there are dangers involved that never meet the eye. No matter where you meet a stranger, be careful if they are too friendly» tomado de una grabación de 1961, misma que no fue incluida oficialmente en el álbum. «The End of All Things» habla acerca de la esposa de Urie, y son sus votos matrimoniales, la canción fue escrita dos días antes de la boda.

## Portada
La portada muestra una foto en blanco y negro del vocalista y guitarrista Brendon Urie fumando un cigarro que saca humo de diversos colores. En relación con tomar la decisión de que solo el apareciera en la portada, Urie mencionó: «Amo ser el centro de atención. Siendo el vocalista, todos pensaron que tendría mucho sentido, el que yo esté en el frente y en el centro. Me siento bien debido a la cercanía que tengo con las canciones».

## Crítica
El álbum obtuvo críticas favorables desde su lanzamiento, con una puntuación de 72/100 en Metacritic.

## Lista de canciones
| Too Weird To Live, Too Rare To Die! |                           |          |  |
| N.º                                 | Título                    | Duración |  |
| 1.                                  | «This Is Gospel»          | 3:01     |  |
| 2.                                  | «Miss Jackson (ft. Lolo)» | 3:13     |  |
| 3.                                  | «Vegas Lights»            | 3:10     |  |
| 4.                                  | «Girl That You Love»      | 3:08     |  |
| 5.                                  | «Nicotine»                | 3:07     |  |
| 6.                                  | «Girls/Girls/Boys»        | 3:28     |  |
| 7.                                  | «Casual Affair»           | 3:32     |  |
| 8.                                  | «Far Too Young to Die»    | 3:18     |  |
| 9.                                  | «Collar Full»             | 3:19     |  |
| 10.                                 | «The End of All Things»   | 3:40     |  |
| 32:32                               |                           |          |  |

| Deluxe Edition |                                 |          |  |
| N.º            | Título                          | Duración |  |
| 11.            | «Can't Fight Against The Youth» | 2:45     |  |
| 12.            | «All The Boys»                  | 3:12     |  |
| 38:29          |                                 |          |  |

## Créditos
Panic! At The Disco
- Brendon Urie - voz, guitarras, teclados, piano, sintetizadores, vocoder
- Dallon Weekes - bajo, segunda voz, teclados, sintetizadores, guitarra barítono
- Spencer Smith - batería, percusión, caja de ritmos, percusión electrónica

Músicos adicionales
- Butch Walker - guitarra, bajo, producción, acompañamiento de voces
- Rob Mathes - arreglos de cuerdas, dirección
- Lauren "Lolo" Pritchard - voces adicionales en "Miss Jackson"
- Julian Leaper - maestro de conciertos
- Emlyn Singleton - violín (líder)
- Peter Lale - viola (líder)
- Dave Daniels - violonchelo (líder)

Personal de grabación
- Jake Sinclair - ingeniero, mezclando
- Todd Stopera - ingeniero asistente
- Amir Salem - ingeniería adicional
- Jonathan Allen - grabación de cuerdas
- Chris Barrett - asistente de grabación de cuerdas
- Ted Jensen - Masterización

Ilustraciones
- Alex R. Kirzhner - Dirección creativa, fotografía y diseño.
- Panic! At The Disco - dirección creativa
- Chris Phelps - fotos adicionales
- Anthony Franco - estilismo